# Tashima (Hiroshima)
Tashima (japanisch 田島 Tashima) ist eine Insel in der japanischen Seto-Inlandsee. Sie ist Teil der Bingo-Inseln, die wiederum zu den Geiyo-Inseln zählen, und gehört zum Verwaltungsgebiet der Stadt Fukuyama im Südosten der Präfektur Hiroshima.

## Geographie

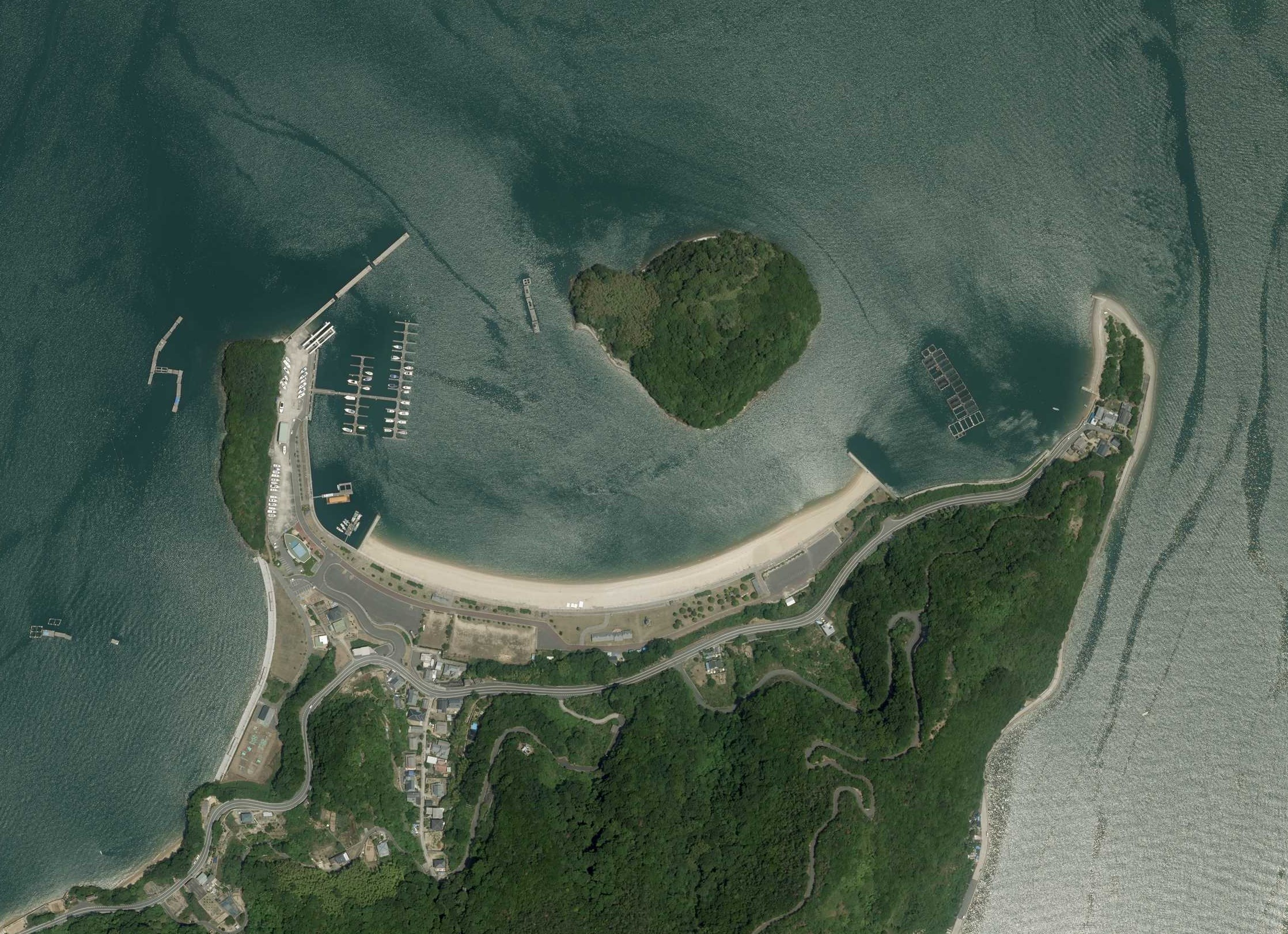
Crescent Beach mit der Insel Yanoshima im Nordosten von Tashima

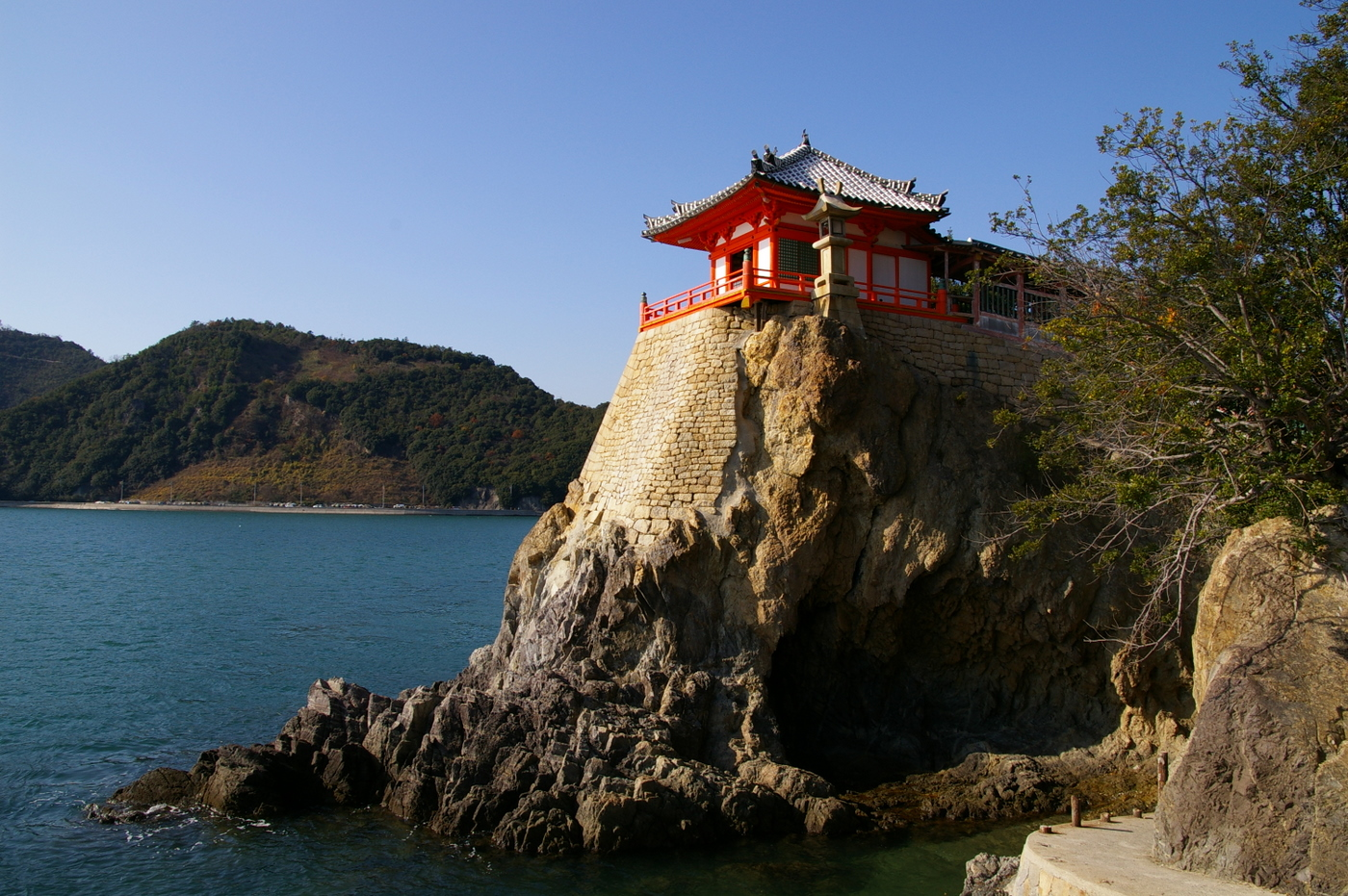
Kap Abuto mit der Insel Tashima im Hintergrund

Tashima hat eine Fläche von 8,71 km² bei einem Umfang von 15,3 km. Die höchste Erhebung der Insel erreicht eine Höhe von 328,4 m. Westlich von Tashima liegt die Insel Yokoshima. Beide Inseln liegen südlich der Numakuma-Halbinsel (沼隈半島) vor dem Kap Abuto (阿伏兎岬). Das sie umgebende Meeresgebiet und das gegenüberliegende Kap Abuto gehören zum Setonaikai-Nationalpark. Am nordöstlichen Ausläufer der Insel Tashima befindet sich ein 590 Meter langer Sandstrand, der wegen seiner mondsichelartigen Form Crescent Beach genannt wird. In der Bucht vor dem Strand befindet sich die kleine Insel Yanoshima.
Die Einwohnerzahl von Tashima ist rückläufig:
| Jahr der Heisei-Zeit                             | H7 (1995) | H12 (1996) | H17 (2000) | H22 (2010) | H27 (2015) |
| ------------------------------------------------ | --------- | ---------- | ---------- | ---------- | ---------- |
| Einwohnerzahl (* mit der Nachbarinsel Yokoshima) | 3706*     | 3431*      | 3066*      | 1630       | 1273       |

## Kultur
Auf der Insel befindet sich der Kōmori-Schrein (皇森神社).

## Verkehr

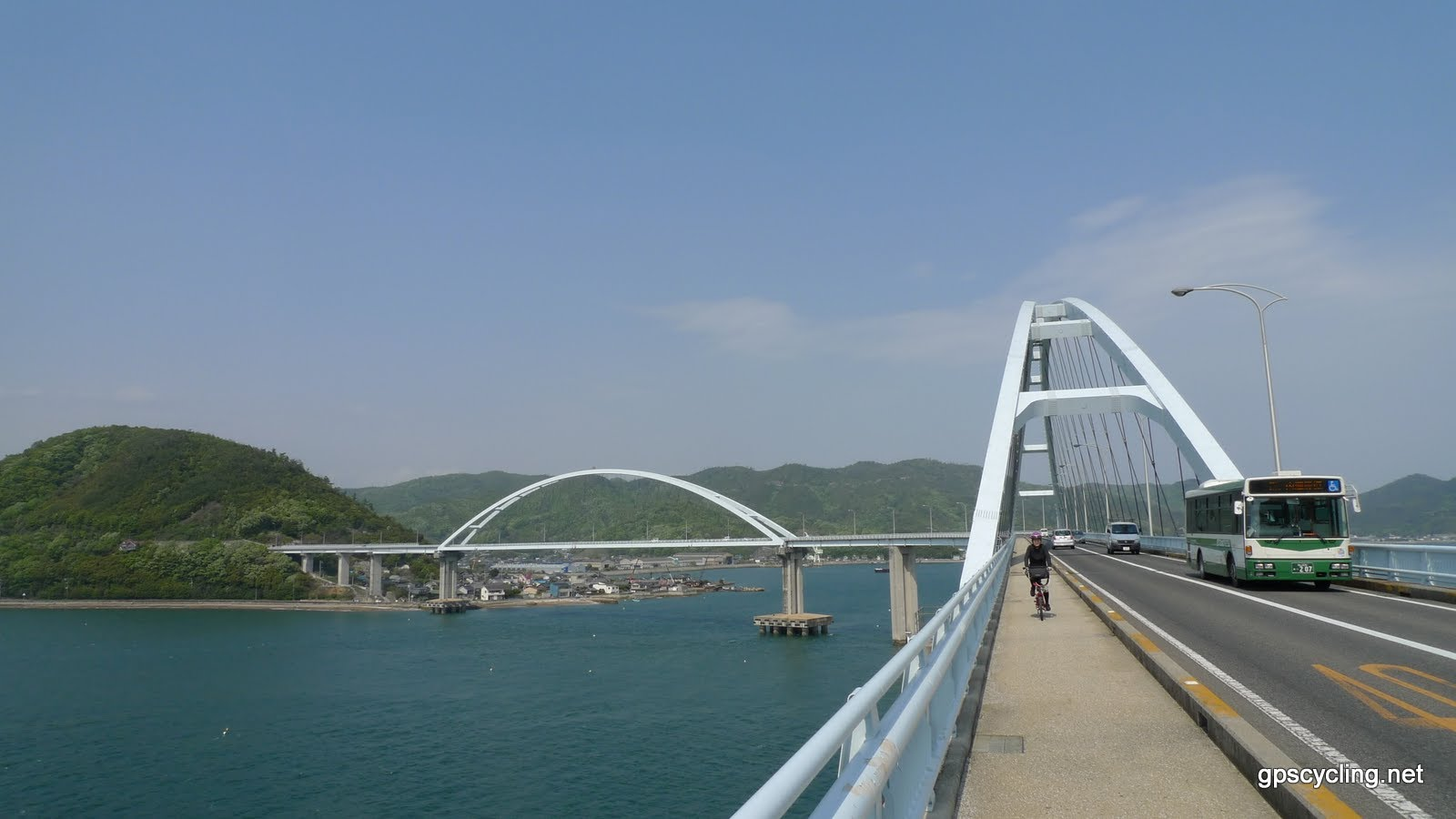
Die Große Utsumi-Brücke zwischen Tashima und der Numakuma-Halbinsel

Die Insel ist über die Große Utsumi-Brücke (内海大橋 Utsumi-Ōhashi) im Nordosten mit der japanischen Hauptinsel Honshū und im Nordwesten über die Mutsumi-Brücke (睦橋) mit der Nachbarinsel Yokoshima verbunden. Die 832 Meter lange Große Utsumi-Brücke wurde 1989 eröffnet. Sie weist einen bogenförmigen Verlauf auf und verfügt über einen abgetrennten Radweg. Es gibt zudem eine Busverbindung, die vom Bahnhof Fukuyama in rund 50 Minuten mit Halt auf Tashima nach Yokoshima führt.